# Кривото патенце
„Кривото патенце“ е българска телевизионна новела (детски приказка) от 1978 година по сценарий и режисура на Костадин Варадинов. Оператор е Стефан Кебапчиев. Художник на филма е Валентин Топенчаров.
Драматизация по едноименната приказка на Елин Пелин.

## Актьорски състав
| Изпълнител        | Роля                                   |
| ----------------- | -------------------------------------- |
| Анна Георгиева    | бабата                                 |
| Константин Коцев  | дядото                                 |
| Катрин Варадинова | момичето, превърнало се от дива патица |